# 青阳县
青阳县是中华人民共和国安徽省池州市下辖的一个县，位于安徽省南部，长江下游南岸。全县面积1,196平方千米，户籍人口约27万人，县政府驻蓉城镇九华西路248号。青阳县原为南陵县、秋浦县、泾县属地，唐天宝元年（742年）自三县析出部分地域成立青阳县，建制延续至今。青阳县以旅游立县，旅游业和新材料产业为其支柱产业，是安徽省“两山一湖”旅游经济圈的重要组成部分。中国四大佛教名山之一、地藏王菩萨的道场九华山就在该县境内。

## 历史
三国吴赤乌中置临城县，县治于城子山东（今蓉城镇东南5里），历时372年。东晋置定陵县，县治定陵（在今陵阳镇境内），历时200余年。唐天宝元年（742年）置青阳县至今，以在青山之阳得名，县治蓉城镇。

## 人口
2020年末，全县常住人口为248464人，与2010年青阳县第六次全国人口普查的246732人相比，增加1732人，增长0.70%，年平均增长0.07%。 全县共有家庭户 95299户，集体户2809户，家庭户人口为235400人，集体户人口为13064人。

## 政治

### 现任领导
| 机构     | · 中国共产党 · 青阳县委员会 · 书记 | 青阳县人民代表大会 常务委员会 主任 | 青阳县人民政府 县长 | · 中国人民政治协商会议 · 青阳县委员会 · 主席 |
| -------- | ---------------------------------- | ---------------------------------- | ------------------- | -------------------------------------------- |
| 姓名     | 巩文生                             | 朱凤英                             | 方操胜              | 胡俊                                         |
| 民族     | 汉族                               | 汉族                               | 汉族                | 汉族                                         |
| 籍贯     | 安徽贵池                           | 青阳                               | 安徽怀宁            | 青阳                                         |
| 出生日期 | 1969年12月（55歲）                 | 1969年12月（55歲）                 | 1978年10月（46歲）  | 1972年10月（52歲）                           |
| 就任日期 | 2022年4月                          | 2024年12月                         | 2021年6月           | 2022年1月                                    |

### 行政区划
截至2024年12月，青阳县下辖10个镇、3个乡和1个类似乡级单位，其中九华镇和九华乡为九华山风景区代管：
蓉城镇、木镇镇、庙前镇、陵阳镇、新河镇、丁桥镇、朱备镇、杨田镇、九华镇、酉华镇、乔木乡、杜村乡、九华乡和青阳县开发区。
| 青阳县行政区划（2024年）                  |                |            |            | |
| 行政隶属：安徽省池州市 县政府驻地：蓉城镇 |                |            |            | |
| 乡镇                                      | 统计用区划代码 | 村委会个数 | 居委会个数 | 下辖村/居委会 |
| 蓉城镇                                    | 341723100000   | 18         | 7          | 社区居民委员会：芙蓉居委会、天华居委会、富阳居委会、九华居委会、龙子口居委会、长龙居委会、东河园居委会 村民委员会：百花村、牌楼村、光华村、杨冲村、五溪村、云山村、清泉岭村、城西村、分姚村、合心村、建兴村、蓉东村、和平村、双溪村、光明村、新中村、五星村、青山村 |
| 木镇镇                                    | 341723101000   | 10         | 1          | 社区居民委员会：木镇社区 村民委员会：河北村、武圣村、黄山村、南河村、长胜村、常丰村、越路村、新竹村、双合村、双云村 |
| 庙前镇                                    | 341723102000   | 9          | 1          | 社区居民委员会：庙前社区 村民委员会：庙前村、星星村、双石村、玉屏村、三义村、双桥村、十字村、华阳村、高源村 |
| 新河镇                                    | 341723104000   | 11         |            | 村民委员会：十里岗村、杨梅桥村、团结村、向阳村、周桥村、新建村、洪山村、陀龙村、乌龙村、常洲村、老山村 |
| 丁桥镇                                    | 341723105000   | 10         |            | 村民委员会：茗山村、永平村、洛家潭村、丁桥村、狮山村、天屏村、明塘村、独龙村、牛山村、官埠村 |
| 朱备镇                                    | 341723107000   | 4          |            | 村民委员会：将军村、东桥村、朱笔村、江村村 |
| 杨田镇                                    | 341723109000   | 9          |            | 村民委员会：仙梅村、黄泥村、涧泉村、缑山村、杨田村、东南村、五梅村、上东堡村、下东堡村。 |
| 九华镇                                    | 341723101000   |            | 3          | 社区居民委员会：芙蓉社区、祇民社区、闵园社区 |
| 陵阳镇                                    | 341723111000   | 15         | 1          | 社区居民委员会：陵阳社区 分流村、分石村、陵阳村、星桥村、兰溪村、所村、谢村、崇觉村、上章村、沙埂村、梅山村、杨梅村、南阳村、黄石溪村、清泉村。 |
| 酉华镇                                    | 341723112000   | 8          |            | 村民委员会：宋冲村、乐元村、田屋村、朝华村、华岸村、二酉村、金峰村、石安村 |
| 乔木乡                                    | 341723202000   | 5          |            | 村民委员会：金山村、东源村、凌塘村、官塘村、塔山村 |
| 杜村乡                                    | 341723204000   | 11         |            | 村民委员会：镇华村、长垅村、红光村、新丰村、河东村、西河村、五阳村、垅上村、上峰村、宗文村、龙华村 |
| 九华乡                                    | 341723205000   | 6          |            | 村民委员会：乔庵村、二圣村、老田村、代村、拥华村、柯村 |
| 青阳县开发区                              | 341723400000   | 不適用     | 不適用     | 虚拟社区 |

## 经济
2014年，预计全年实现生产总值75亿元、增长9.6%，财政收入14亿元、增长6%。规模以上工业企业完成工业产值129.2亿元，同比增长16.5%。累计实现增加值33.13亿元，同比增长13.0%。与此同时，2014年，农民人均纯收入增长到11181元，较上一年增长11.4%，首次超过1万元。

## 交通
- 京台高速
- 318国道
- 合铜黄公路
- 池黄高铁（武杭高铁）

## 旅游
- 九华山：是中国四大佛教名山之一，中国国家级风景名胜区，国家5A级旅游景区。
- 九子岩风景区：位于青阳县朱备镇，为国家4A级旅游景区。
- 莲峰云海景区 （页面存档备份，存于）

## 图像

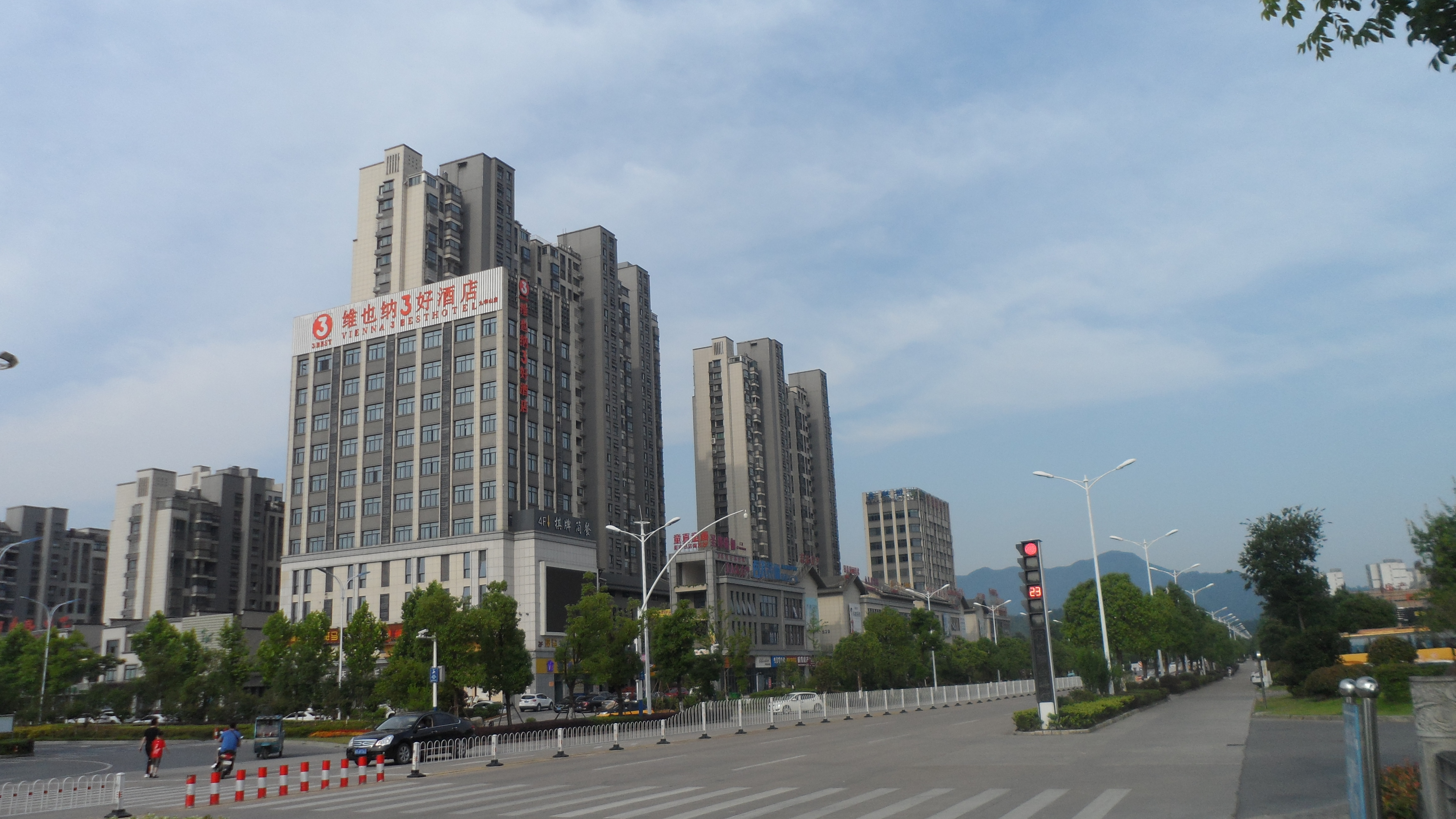
蓉城镇
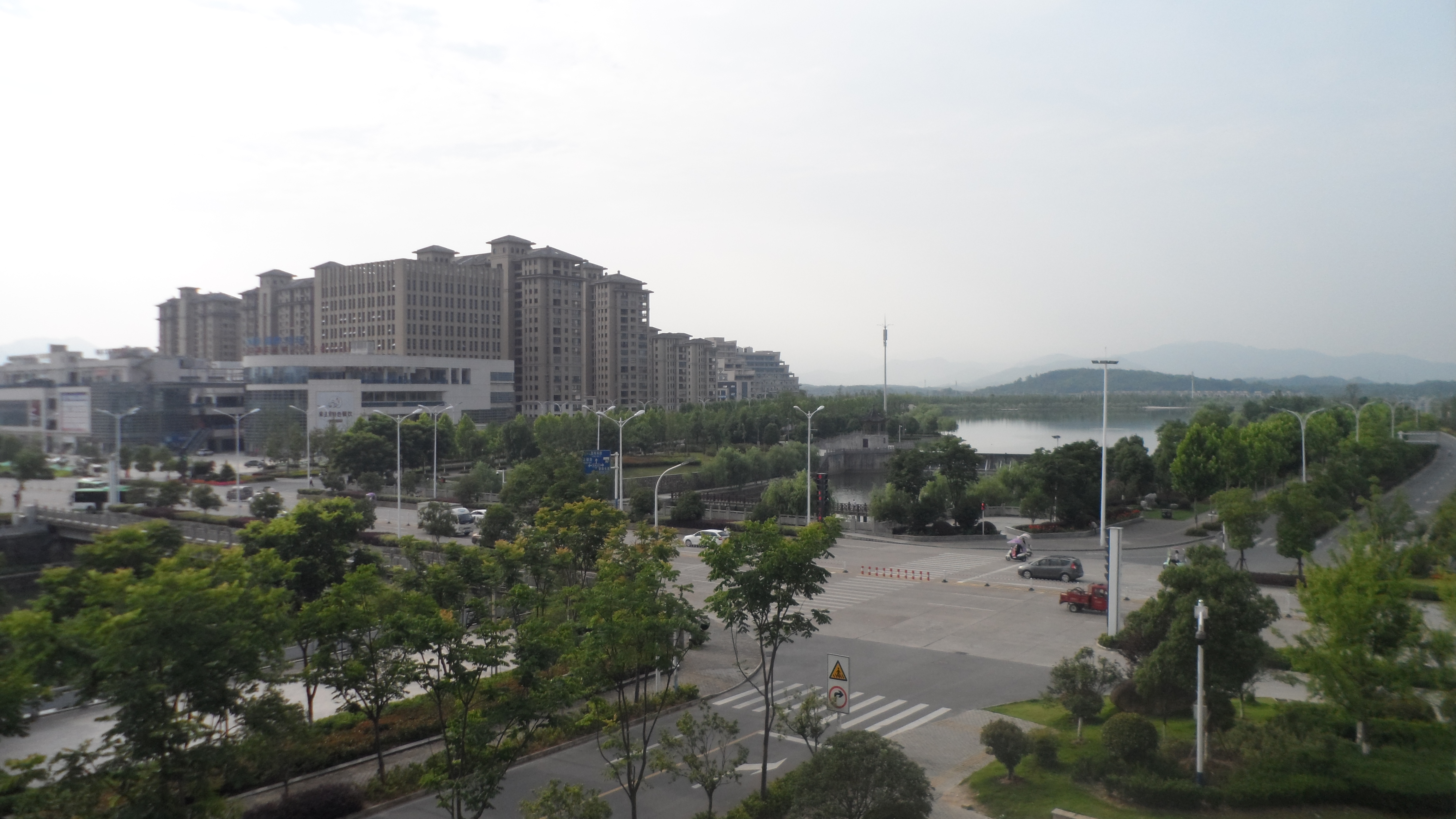
蓉城镇
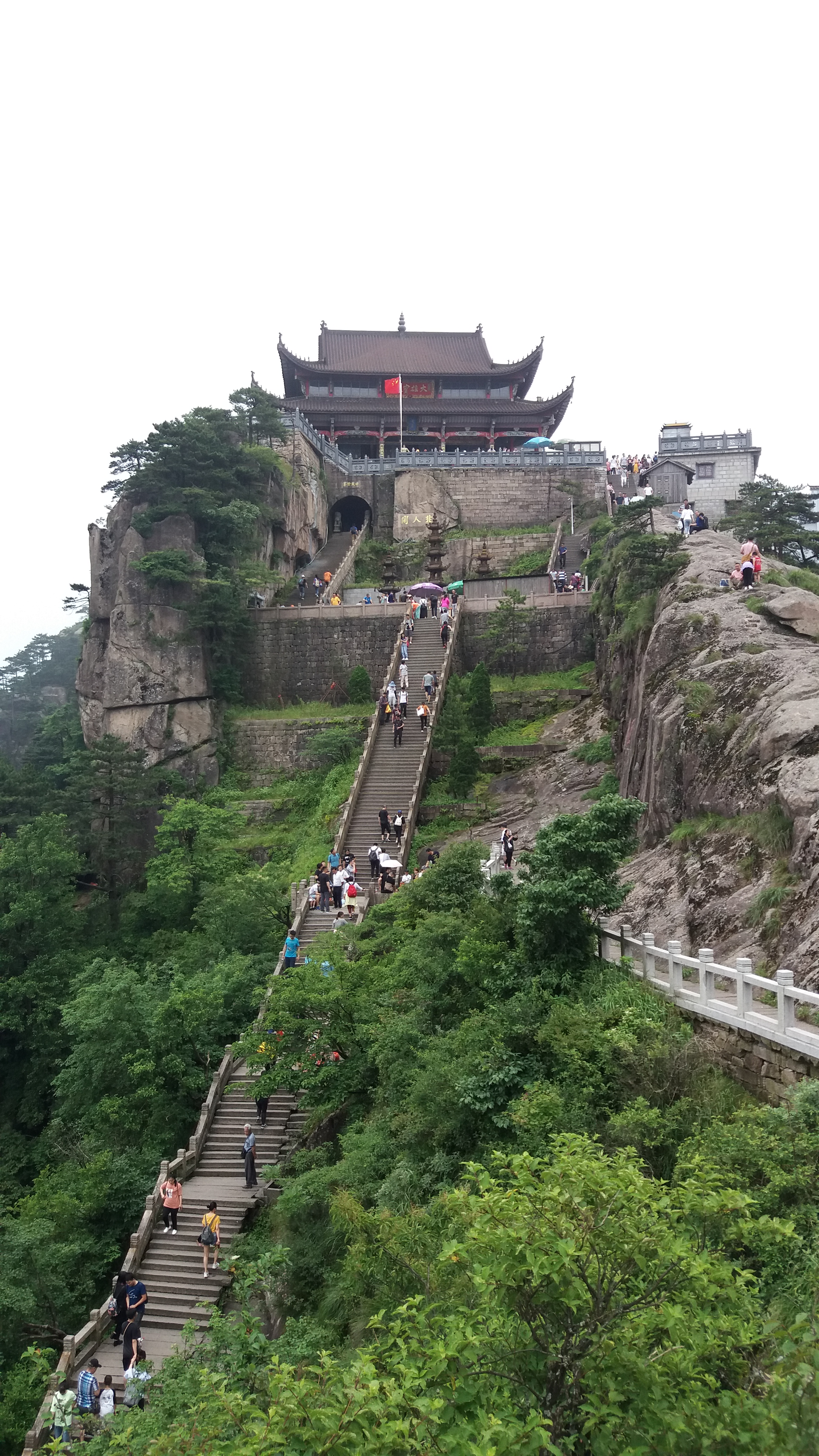
九华山天台